# Fissazione (psicologia)
In psicologia, per fissazione si intende lo stallo di una pulsione che non trova sbocco.
Il soggetto si ritrova in balia di un pensiero fisso o un'abitudine ineliminabile che ne mina, anche profondamente, i rapporti sociali e la soddisfazione personale. A focalizzare l'attenzione possono essere eventi accaduti nel passato, per il quale il soggetto realizza una regressione psicologica.
Essere soggetti a comportamenti ripetitivi non è di per sé indice di una patologia (da adattamento): tali comportamenti sono infatti dovuti al fatto che la ripetizione impiega una quantità minore di risorse cognitive. Il nostro comportamento è influenzato da uno stimolo ambientale o una pulsione che impedisce all'Io cosciente di abbandonarlo quando tale comportamento non è più razionalmente valido. È per questo che, ad un osservatore esterno, chi è affetto da questi blocchi può apparire in stato di confusione.
Secondo Sigmund Freud la fissazione nasce in periodi remoti dello sviluppo pulsionale e impedisce alla pulsione di modificare il suo obiettivo, rendendo impossibile il distacco dall'oggetto di fissazione. Si produrrebbe a causa dell'eliminazione (rimozione) di alcuni elementi che consentirebbero la normale evoluzione dello stimolo (pulsione).
(Cinque conferenze sulla psicoanalisi)
È per questo che alcuni suoi effetti, durante la psicoanalisi, possono venire assimilati o confusi con altre rimozioni. La fissazione, eludendo la ragione, si comporta come se facesse parte del sistema dell'inconscio, come una corrente rimossa.
In termini correnti potremmo assimilare questo processo ad una fotografia scattata dall'individuo per bloccare un istante della sua vita, di solito in corrispondenza di un evento traumatico. La fissazione può essere costituita in questo caso da un meccanismo di fuga utilizzato in quella circostanza, che viene però reiterato anche quando l'evento traumatico viene meno.

## Coazione a ripetere
Karen Horney ha definito «pensiero meccanicistico - evoluzionistico» l'idea di Freud che «ritiene che le manifestazioni del presente siano non solo influenzate dal passato, ma semplice ripetizione di esso» aggiungendo che «Freud enunciò l'ipotesi della coazione a ripetere posteriormente alle sue teorie sulla fissazione, regressione e traslazione, che appartengono alla medesima categoria». Horney conclude poi in tal modo: «(...) direi che non si tratta di "presente contro passato", ma di processi dello sviluppo contro la ripetizione».